# Digicast
Digicast SpA è stata una società del Gruppo RCS dedicata allo sviluppo ed alla gestione di canali televisivi tematici.

## Storia
Nata a Roma nel 1997 con il nome di Multithematiques Italia, come succursale della società francese Canal+, sotto la direzione editoriale di Giusto Toni ha contribuito in maniera determinante a fondare il mercato della televisione digitale italiana nel periodo dal 1997 al 2003 lanciando i primi canali tematici Italiani: Cineclassics, Cinecinema, Canal Jimmy, Planet, Seasons.
Nel 2003, Multithematiques Italia, a seguito dell'entrata sul mercato italiano di Sky attraverso l'acquisto delle piattaforme Stream TV e TELE+ e della conseguente cancellazione o incorporazione delle reti prodotte da Canal+ in Italia, viene acquistata da Gianluca Paladini attraverso la Società Digifin partecipata da Intermedia Invest SpA e gli viene cambiato nome in Digicast. Già dal primo anno la nuova proprietà la porta in utile perdendo però quattro dei canali storici prodotti in passato e riducendone sensibilmente il volume d'affari.
Nel marzo 2006, Iniziativa Piemonte acquista il 60% di Digifin, la società che controlla Digicast, conferendo il canale "Sailing Channel", rinominato "Yacht & Sail" (dopo l'acquisizione di RCS), che si aggiunge ai già presenti in Digicast. Fino al dicembre 2011, Gianluca Paladini rimane presidente e AD di Digicast,
Nel 2007 nasce il canale Moto TV.
Nel 2008 RCS acquista il 51%, un anno dopo il rimanente 49%
Il 25 gennaio 2009 parte il nuovo canale Lei, diretto da Anna Maria Aloe, che nel febbraio 2010 lascia il posto ad Alberto Rossini. La rete tv è parte del "Sistema Donna RCS", che comprende il sito Leiweb.it (diretto da Simona Tedesco) e le riviste A, Amica e IoDonna.
Dal 18 febbraio 2010 con l'avvio della Borsa Internazionale del Turismo di Milano, in collaborazione con l'omonima rivista, parte il canale Dove TV di cui Marcello Molfino è channel manager.
Nel giugno 2012 Francesca Carravieri diventa il nuovo Direttore Editoriale dei canali del Gruppo RCS, dopo sette anni in Discovery Italia come Executive Producer Southern Europe, prendendo il posto di Alberto Rossini, appena nominato 
Vice President Head of Entertainment per Fox Channels Italy.